# Symfoni
En symfoni er en betydelig komposition normalt opdelt i 3-4 satser for symfoniorkester, 
Ordet stammer fra det græske syn (sammen) og foni (stemme).
Symfoniorkesteret spiller andet end symfonier. Fx koncertmusik, ouverturer, symfoniske digte.

## Historie
Symfonien – som vi kender den i dag – stammer fra det tidlige 18. århundrede. Den er vokset ud fra den italienske ouverture (dvs. fransk for ‘åbning’, ‘indledning’) til en opera.
De tidligste symfonier bestod af tre satser med tre tempi: hurtig-langsom-hurtig. I slutningen af det 18. og gennem hele det 19. århundrede kom en 4. sats til (gerne en Scherzo).  Komponisterne Joseph Haydn og Wolfgang Amadeus Mozart var de førende symfonikere. De to store centre for symfonier er Wien og Mannheim (Mannheimskolen).
I det 19. århundrede skrev Ludwig van Beethoven symfonier, og komponister som Franz Schubert, Carl Maria von Weber (to symfonier), Robert Schumann (fire symfonier), Felix Mendelssohn (fem symfonier) og til dels Hector Berlioz og Franz Liszt er med i den "romantiske periode". De to sidste skrev næsten udelukkende symfoniske digte: ensatsede værker over et litterært tema, hvori de forsøgte at skildre en handling eller udvikling.
Johannes Brahms fortsatte med fire symfonier, hvor Beethoven, Schumann og Mendelssohn slap. Symfonierne voksede nu og blev til det centrale for mange orkestre, symfoniorkester. Andre vigtige komponister i slutningen af 1800-taller var Anton Bruckner (ni symfonier), Antonín Dvořák (ni symfonier), Tjajkovskij (seks symfonier) og Camille Saint-Saëns (fem symfonier). 
I det 20. århundrede fortsætter komponister som Sergej Rachmaninov, Carl Nielsen og Sjostakovitj med den traditionelle 4-satsede symfoni. Andre går nye veje, f.eks. Gustav Mahler med ti symfonier, der sprænger alle rammer, bl.a. i sin 3. symfoni med seks satser og med benyttelse af solister og kor. Også Jean Sibelius skiller sig ud med sin 7. symfoni, der kun er i en sats.

## Udvalgte komponister
- Joseph Haydn (1732-1809), en af de bedst kendte klassiske komponister skrev 109 symfonier
- Wolfgang Amadeus Mozart (1756-1791), ligeledes en af de bedst kendte – menes at have skrevet over 55 symfonier
- Ludwig van Beethoven (1770-1827), menes at være den vigtigste komponist – skrev i alt 9 symfonier
- Franz Schubert (1797-1828), skrev 9 symfonier, hvoraf en ufuldendt: den 7. ell. den 8. – "Den Ufuldendte"
- Hector Berlioz (1803-1869), kendt for Symphonie Fantastique
- Felix Mendelssohn (1809-1847), skrev 5 symfonier
- Robert Schumann (1810-1856), ophav til 4 symfonier
- Franz Liszt (1811-1886), skrev 2 symfonier ("Dante"- & "Faust"-symfoni)
- Cesar Franck (1822-1890), skrev 1 symfoni
- Anton Bruckner (1824-1896), skrev 9 symfonier (9'ende ufuldendt) + en 0 og 00 Symfoni som er ungdomsværker.
- Johannes Brahms (1833-1897), komponerede fire symfonier og måske den væsentligste i den romantiske periode
- Camille Saint-Saëns (1835-1921), skrev 5 symfonier
- Pjotr Iljitj Tjajkovskij (1840-1893), skrev 6 symfonier + en ufuldendt 7 Symfoni , og en Manfred symfoni.
- Antonín Dvořák (1841-1904), skrev 9 symfonier, hvor den meste kendte er nr. 9: Fra den nye verden
- Gustav Mahler (1860-1911), fuldendte ni store symfonier samt en ufuldendt 10'ende. Desuden benævner han sit værk "Das Lied von der Erde" (alt- & tenor-solo og orkester som en "Sinfonie"
- Carl Nielsen (1865-1931), skrev 6 symfonier
- Jean Sibelius (1865-1957), skrev 7 symfonier
- Sergej Rachmaninov (1873-1943), 3 symfonier fra hans hånd i sen-romantisk stilart
- Igor Stravinsky (1882-1971), skrev 3 symfonier
- Sergej Prokofjev (1891-1953), skrev 7 symfonier
- Rued Langgaard (1893-1952), skrev 16 symfonier
- Paul Hindemith (1895-1963), skrev 6 symfonier
- Dmitrij Sjostakovitj (1906-1975), skrev 15 symfonier
- Vagn Holmboe (1909-1996), skrev 13 symfonier
- Benjamin Britten (1913-1976) skrev 4 symfonier
- Leonard Bernstein (1918-1990), skrev 3 symfonier
- Robert Simpson (1921-1997), skrev 11 symfonier
- Olivier Messiaen (1908-1992), skrev 1 symfoni
- Hans Werner Henze (1926-2012), skrev 10 symfonier
- Per Nørgård (f. 1932), har skrevet 8 symfonier